# Andreï Sapojnikov
Pour les articles homonymes, voir Sapojnikov.
Temple de la renommée russe : 1993
Andreï Viktorovitch Sapojnikov - en russe : Андрей Викторович Сапожников et en anglais : Andrei Sapozhnikov (né le 15 juin 1971 à Tcheliabinsk en URSS) est un joueur professionnel russe de hockey sur glace devenu entraîneur. Il évolue au poste de défenseur.

## Biographie

### Carrière de joueur
Il commence sa carrière avec le Traktor Tcheliabinsk dans la Vyschaïa liga en 1990. Il est repêché en 5e ronde, 129e au total par les Bruins de Boston au repêchage d'entrée 1993 de la Ligue nationale de hockey. Il joue une partie de la saison 1994-1995 assignés aux Bruins de Providence dans la Ligue américaine de hockey avant d'évéoluer au HC Fassa dans la Serie A et aux Wedemark Scorpions dans la 1996-1997. Il remporte avec le Metallourg Magnitogorsk le championnat de Russie 1999, la Ligue européenne de hockey 1999 et 2000. Il également porté les couleurs du Severstal Tcherepovets, de l'Avangard Omsk et du Metchel Tcheliabinsk. Il met un terme à sa carrière en 2007 après une saison avec le Vitiaz Podolsk.

### Carrière internationale
Il a représenté la Russie En équipe nationale.

## Trophées et honneurs personnels
- 1994 : nommé dans l'équipe type de la Superliga.

## Statistiques

### En club
| Saison    | Équipe                  | Ligue         |    | Saison régulière | Saison régulière | Saison régulière | Saison régulière | Saison régulière |    | Séries éliminatoires | Séries éliminatoires | Séries éliminatoires | Séries éliminatoires | Séries éliminatoires |
| Saison    | Équipe                  | Ligue         | PJ | B                | A                | Pts              | Pun              | PJ               | B  | A                    | Pts                  | Pun                  |                      |                      |
| 1991-1992 | Traktor Tcheliabinsk    | Superliga     | 35 | 3                | 2                | 5                | 18               |                  |    |                      |                      |                      |                      |                      |
| 1992-1993 | Traktor Tcheliabinsk    | Superliga     | 40 | 2                | 7                | 9                | 30               |                  |    |                      |                      |                      |                      |                      |
| 1993-1994 | Traktor Tcheliabinsk    | Superliga     | 40 | 4                | 8                | 12               | 34               |                  |    |                      |                      |                      |                      |                      |
| 1994-1995 | Traktor Tcheliabinsk    | Superliga     | 18 | 0                | 0                | 0                | 14               | --               | -- | --                   | --                   | --                   |                      |                      |
| 1994-1995 | Bruins de Providence    | LAH           | 19 | 1                | 5                | 6                | 23               | --               | -- | --                   | --                   | --                   |                      |                      |
| 1995-1996 | HC Fassa                | Serie A       | 26 | 10               | 16               | 26               | 69               |                  |    |                      |                      |                      |                      |                      |
| 1996-1997 | Wedemark Scorpions      | DEL           | 35 | 3                | 3                | 6                | 24               |                  |    |                      |                      |                      |                      |                      |
| 1996-1997 | Metallourg Magnitogorsk | Superliga     | 11 | 0                | 1                | 1                | 12               |                  |    |                      |                      |                      |                      |                      |
| 1997-1998 | Traktor Tcheliabinsk    | Superliga     | 40 | 3                | 10               | 13               | 51               | 6                | 0  | 2                    | 2                    | 6                    |                      |                      |
| 1998-1999 | Metallourg Magnitogorsk | Superliga     | 39 | 3                | 15               | 18               | 10               | 11               | 0  | 4                    | 4                    | 18                   |                      |                      |
| 1999-2000 | Metallourg Magnitogorsk | Superliga     | 24 | 2                | 6                | 8                | 8                | 7                | 0  | 0                    | 0                    | 6                    |                      |                      |
| 2000-2001 | Severstal Tcherepovets  | Superliga     | 40 | 1                | 8                | 9                | 45               | 9                | 1  | 2                    | 3                    | 4                    |                      |                      |
| 2001-2002 | Severstal Tcherepovets  | Superliga     | 37 | 4                | 6                | 10               | 14               | 4                | 1  | 0                    | 1                    | 0                    |                      |                      |
| 2002-2003 | Severstal Tcherepovets  | Superliga     | 42 | 4                | 5                | 9                | 26               | 9                | 1  | 1                    | 2                    | 6                    |                      |                      |
| 2003-2004 | Severstal Tcherepovets  | Superliga     | 50 | 1                | 7                | 8                | 32               | --               | -- | --                   | --                   | --                   |                      |                      |
| 2004-2005 | Khimik Voskressensk     | Superliga     | 1  | 0                | 0                | 0                | 2                | --               | -- | --                   | --                   | --                   |                      |                      |
| 2004-2005 | Metchel Tcheliabinsk    | Vyschaïa liga | 8  | 1                | 2                | 3                | 31               | 8                | 0  | 3                    | 3                    | 6                    |                      |                      |
| 2005-2006 | Avangard Omsk           | Superliga     | 25 | 1                | 2                | 3                | 10               | 5                | 0  | 0                    | 0                    | 4                    |                      |                      |
| 2006-2007 | Vitiaz Tchekhov         | Superliga     | 5  | 0                | 0                | 0                | 29               | --               | -- | --                   | --                   | --                   |                      |                      |

### En équipe nationale
| Année | Compétition          |   | PJ | B | A | Pts | Pun           |  | Résultat |
| 1993  | Championnat du monde | 8 | 0  | 0 | 0 | 29  | Médaille d'or |  |          |